# Team Cranks
Team Cranks er et dansk cykelhold som kører som et DCU Elite Team. Holdet blev oprettet med start fra 2025 af folkene bag cykelcaféen Cranks & Coffee i Klampenborg, heriblandt cykelrytter Casper Pedersen. Udover Casper Pedersen er tøjfirmaet Pas Normal Studios og tidligere cykelrytter Joakim Bukdal ejer af Cranks & Coffee.

## Holdet

### 2025
| Trup 2025                 | Trup 2025          | Trup 2025                                   | Trup 2025 |
| Rytter                    | Fødselsdag         | Seneste hold                                |           |
| ------------------------- | ------------------ | ------------------------------------------- | --------- |
| Alfred Christensen        | 22. september 2004 | IBT-Tripeak (2024)                          |           |
| William Gudmann           | 9. december 2003   | Team Give Steel-2M Cycling Elite (2024)     |           |
| Peter Bheki Kring Laursen | 18. januar 2006    | Team Uno-X-Carl Ras Roskilde Junior (2024)  |           |
| Jens Mohr Nielsen         | 15. maj 1999       | Frederiksberg Bane- og Landevejsklub (2024) |           |
| Klaes Ravn Rasmussen      | 31. december 1990  | Klampenborg CC (2024)                       |           |
| Niklas Strømsted          | 26. marts 2003     | Sydkysten Cycling (2024)                    |           |
| Malthe Thyssen            | 5. oktober 2000    | Frederiksberg Bane- og Landevejsklub (2024) |           |
| Linus Østdal              | 5. april 2005      | Ordrup Cycle Club (2024)                    |           |
| Anders Weuge              | 3. juli 1997       | Frederiksberg Bane- og Landevejsklub (2022) |           |
|                           |                    |                                             |           |
| Kilde: ProCyclingStats    |                    |                                             |           |